# HMS Pakenham (G06)
Lo HMS Pakenham (pennant number G06) fu un cacciatorpediniere della Royal Navy britannica, appartenente alla classe P ed entrato in servizio nel febbraio del 1942.
Attivo durante la seconda guerra mondiale, il cacciatorpediniere partecipò alla battaglia del Madagascar per poi essere inviato in forza alla Mediterranean Fleet di Alessandria d'Egitto, prendendo quindi parte agli scontri della battaglia del Mediterraneo; il Pakenham, in particolare, fu varie volte coinvolto nelle missioni di scorta ai convogli di rifornimento per Malta, partecipando anche alla battaglia di mezzo giugno. Impegnato in seguito nelle operazioni navali connesse alla campagna di Tunisia, il cacciatorpediniere fu affondato il 16 aprile 1943 nel canale di Sicilia dopo aver riportato gravi danni a opera di unità navali italiane durante la battaglia del convoglio Cigno.

## Storia

### Entrata in servizio e prime operazioni
Impostata nei cantieri navali della Hawthorn Leslie and Company di Hebburn il 6 febbraio 1940, la nave venne varata il 29 gennaio 1941 inizialmente con il nome di Onslow, cambiato poi nell'agosto 1941 in Pakenham in onore di Thomas Pakenham, ammiraglio britannico del XVIII secolo, seconda unità navale britannica a portare questo nome. I danni riportati in una collisione con un rimorchiatore durante le prove in mare nel gennaio 1942 ritardarono l'entrata in servizio dell'unità fino al 4 febbraio 1942, quando il Pakenham raggiunse la base di Scapa Flow per assumere il ruolo di conduttore della 12th Destroyer Flotilla della Home Fleet. Completate le ultime esercitazioni di messa a punto, il cacciatorpediniere fu assegnato all'inizio di marzo alla forza navale britannica incaricata di condurre la pianificata invasione anfibia del Madagascar (operazione Ironclad); nell'ambito di questa operazione il Pakenham salpò il 23 marzo dal Firth of Clyde di scorta al convoglio militare WS17 recante a bordo truppe ed equipaggiamenti, il quale raggiunse Freetown il 3 aprile seguente. A Freetown il convoglio si divise in due, e il Pakenham proseguì il viaggio verso sud scortando la sezione WS17A insieme a un grosso scaglione di unità da battaglia distaccato dalla Force H di Gibilterra; la squadra britannica raggiunse Città del Capo il 18 aprile e quindi Durban il 22 aprile, dove le truppe furono preparate per l'invasione.
Gli sbarchi britannici presso Diego Suarez, sulla punta più settentrionale del Madagascar, ebbero inizio il 5 maggio 1942, avendo ben presto ragione delle truppe francesi fedeli al Governo di Vichy che difendevano la zona; il Pakenham scortò il convoglio con le truppe d'invasione nel tratto finale del viaggio e rimase a pattugliare la zona fino al 9 maggio. L'unità fu quindi riassegnata in forza alla Mediterranean Fleet di base ad Alessandria d'Egitto, e dopo aver raggiunto la base di Kilindini in Kenya il 22 maggio ne ripartì il 25 maggio insieme all'incrociatore HMS Birmingham e altri tre cacciatorpediniere dirigendo prima su Aden e quindi su Suez, dove le navi britanniche arrivarono il 3 giugno.

### Operazioni nel Mediterraneo

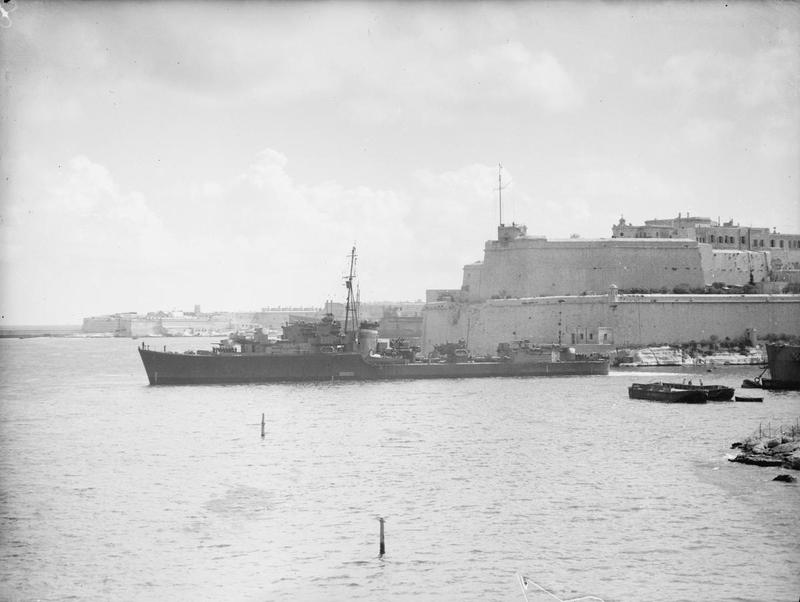
Il Pakenham lascia Malta nell'aprile 1943

Una volta nel mar Mediterraneo il Pakenham fu subito coinvolto nelle operazioni britanniche per rifornire l'assediata isola di Malta, e il 13 giugno salpò da Alessandria insieme al corpo principale della Mediterranean Fleet che proteggeva a distanza un convoglio di rifornimenti (operazione Vigorous); il Pakenham guidava la 12th Destroyer Flotilla composta dai cacciatorpediniere HMS Paladin e HMS Incostant. I britannici trovarono ben presto il contrasto delle forze aeree e navali dell'Asse, e il Pakenham si ritrovò coinvolto nella vasta battaglia di mezzo giugno; l'eccessiva opposizione incontrata e le forti perdite accusate costrinsero i britannici ad annullare l'operazione il 16 giugno, e il Pakenham rientrò con il resto delle forze ad Alessandria.
Il 28 giugno 1942 il Pakenham scortò la nave da battaglia HMS Queen Elizabeth, precedentemente danneggiata in un attacco degli italiani, da Alessandria all'imbocco del canale di Suez, prima parte del viaggio dell'unità alla volta dei cantieri navali degli Stati Uniti d'America dove sarebbe stata riparata. Tra il 14 e il 17 luglio il Pakenham e altri tre cacciatorpediniere scortarono un convoglio di rifornimenti da Porto Said a Cipro, mentre il 19 luglio l'unità accompagnò gli incrociatori HMS Dido e HMS Euryalus in una missione di bombardamento costiero delle postazioni nemiche a Marsa Matruh sulla costa occidentale dell'Egitto. L'agosto 1942 vide il lancio da parte dei britannici di una nuova vasta missione di rifornimento di Malta (operazione Pedestal), sfociata nella battaglia di mezzo agosto con le forze dell'Asse; lo sforzo principale venne compiuto dalla Force H di Gibilterra, mentre la Mediterranean Fleet di Alessandria svolse solo manovre diversive nel Mediterraneo orientale: il Pakenham partecipò a queste ultime scortando, tra il 10 e il 13 agosto, un finto convoglio di rifornimenti lungo la rotta tra Porto Said e Haifa. In settembre e poi ancora in ottobre il cacciatorpediniere fu impegnato in esercitazioni, pattugliamenti e missioni di scorta nel Mediterraneo orientale; tra il 13 e il 14 settembre il Pakenham scortò l'incrociatore Dido in una missione di bombardamento costiero nei pressi di Tobruch, in appoggio a una fallita incursione anfibia britannica contro il porto (operazione Agreement).
Il 30 ottobre 1942 il Pakenham e altri quattro cacciatorpediniere parteciparono alla caccia del sommergibile tedesco U-559, avvistato da un velivolo della RAF a nord-est di Porto Said: il battello tedesco fu gravemente danneggiato dalle bombe di profondità e costretto a riemergere, ma prima che affondasse una squadra britannica riuscì a salire a bordo e recuperare materiali connessi alla macchina cifrata Enigma, rivelatisi molto importanti per le attività di decrittazione del centro di Bletchley Park. Il 16 novembre il cacciatorpediniere lasciò Porto Said di scorta a un nuovo convoglio di rifornimenti diretto a Malta (operazione Stoneage); la pressione dell'Asse nel Mediterraneo era venuta per gran parte meno a seguito della sconfitta nella seconda battaglia di El Alamein, e il convoglio raggiunse Malta il 20 novembre spezzando simbolicamente l'assedio che l'isola aveva subito. Rientrato ad Alessandria il 19 novembre, il Pakenham ne ripartì il 2 dicembre di scorta a un nuovo convoglio per Malta (operazione Portcullis); il cacciatorpediniere arrivò senza problemi a La Valletta con il resto del convoglio il 5 dicembre, e rientrò quindi a Porto Said l'11 dicembre scortando una formazione di incrociatori della Mediterranean Fleet.
Dopo aver completato lavori di manutenzione a Porto Said nel periodo a cavallo tra il dicembre 1942 e il gennaio 1943, il Pakenham salpò il 13 gennaio di scorta al convoglio ME13 diretto a Malta; il 14 gennaio, a sud-est di Malta, il Pakenham e il cacciatorpediniere HMS Hursley mandarono a fondo il sommergibile italiano Narvalo, già danneggiato in un attacco aereo e impossibilitato a immergersi. Una volta a Malta, il Pakenham fu inviato ad attaccare unità da rifornimento dell'Asse avvistate in navigazione tra la Sicilia e la Tunisia: il Pakenham e il cacciatorpediniere HMS Jervis affondarono il 15 gennaio il cargo italiano Agosto Bertani a sud di Lampedusa e il 16 gennaio la nave ausiliaria Tanaro in rotta da Tripoli a Sfax, mentre il 19 gennaio il Pakenham e i cacciatorpediniere HMS Nubian e Vasilissa Olga (greco) colarono a picco il trasporto Stromboli al largo della costa della Libia. All'inizio di febbraio il cacciatorpediniere fu inviato ad Alessandria per scortare nel primo tratto un convoglio di truppe australiane, richiamate in patria dal fronte nordafricano per combattere i giapponesi (operazione Pamphlet): salpato il 4 febbraio, il Pakenham accompagnò il convoglio nel transito attraverso il Mar Rosso fino all'8 febbraio, quando fu distaccato e rientrò ad Alessandria.

### L'affondamento
Il 1º marzo 1943 il Pakenham tornò a Malta per partecipare alle operazioni navali connesse alla campagna di Tunisia: l'8 marzo l'unità scortò il posamine HMS Abdiel in una missione di minamento nelle acque del canale di Sicilia, mentre tra il 15 e il 16 marzo scortò il convoglio MW23 sfuggendo a vari attacchi aerei nemici.
Nelle prime ore del 16 aprile 1943 il Pakenham lasciò Malta in coppia con il gemello HMS Paladin per intercettare un piccolo convoglio italiano segnalato in navigazione nel canale di Sicilia. Avvistate le navi nemiche con il radar circa 15 miglia a sud dell'Isola di Marettimo delle Egadi, i due cacciatorpediniere mossero all'attacco trovando però la pronta reazione della scorta italiana, composta dalle torpediniere Cigno e Cassiopea: nel corso del serrato duello che ne seguì, il Pakenham centrò varie volte a colpi di cannone la Cigno, affondandola infine con un siluro; il Pakenham stesso fu però raggiunto da diversi colpi di cannone delle unità italiane e dovette allontanarsi con diversi danni a bordo dopo che una caldaia era esplosa causando la morte di 10 membri dell'equipaggio. Il Paladin dovette interrompere l'attacco al convoglio e prendere a rimorchio il danneggiato Pakenham, tentando quindi di rientrare alla base di Bona; con il sorgere del sole e il conseguente forte rischio di incorrere in attacchi aerei italo-tedeschi, il comando britannico ordinò infine l'abbandono dell'unità danneggiata. Dopo aver evacuato l'equipaggio il Paladin silurò quindi lo scafo del Pakenham, che affondò nella posizione 37°26′N 12°30′E.